# بيش محلة (هرازبي الجنوبي)
بیش محلة (بالفارسية: بیش محله) هي قرية تقع في إيران في قسم هرازبي الجنوبی الريفي. يقدر عدد سكانها بـ 266 نسمة .